# Demande aux étoiles
Production
Diffusion
Demande aux étoiles (hangeul : 별들에게 물어봐 ; RR : byeoldeul-ege mul-eobwa ; MR : Pyŏltŭrege murŏbwa ; litt. « demande aux étoiles ») est une mini-série télévisée sud-coréenne, créée par l'équiper de Studio Dragon et diffusée depuis le 4 janvier 2025 sur le réseau tvN et sur la plate-forme Netflix dans certaines régions.

## Synopsis
La rencontre fatidique d'un touriste de l'espace et d'un astronaute sur une station spatiale.

## Distribution

### Acteurs principaux
- Lee Min-ho : Gong Ryong, gynécologue-obstétricien doté d'un sens aigu des responsabilités qui arrive à la station spatiale en tant que touriste[1]
- Gong Hyo-jin : Eve Kim, astronaute sud-coréo-américaine[1]
- Han Ji-eun : Choi Go-eun, directrice de MZ Electronics qui est la fille du président du groupe MZ, Choi Jae-ryong, et la fiancée de Gong Ryong[2],[3]
- Oh Jung-se : Kang Kang-soo, expert en expériences spatiales qui est à bord de la station spatiale depuis dix mois[4]

### Acteurs secondaires

#### Les employés du MCC
- Kim Joo-hun : Park Dong-ah, astronaute vétéran qui s'est rendu trois fois à la station spatiale et est membre du MCC de Séoul avec Eve Kim[5]
- Lee El : Kang Tae-hee, astronaute de renommée mondiale et la première femme américano-coréenne à devenir vice-présidente du centre spatial IOU[6]
- Lee Cho-hee : Dona Lee, la sœur jumelle de Mina Lee et médecin spatial de l'IOU qui vérifie l'état médical général des astronautes de l'Expédition 3[6]
- Lee Hyun-kyun : Han Si-won, directeur des opérations aériennes[6]
- Park Ye-young : Ma Eun-soo, partenaire expérimental de souris du MCC[7]

#### Les employés d'ILS
- Lee Cho-hee : Mina Lee, scientifique de l'espace responsable des plantes et sœur jumelle de Dona Lee[6]
- Heo Nam-jun : Lee Seung-joon, scientifique spatial responsable de la souris[6]
- Alex Hafner (en) : Santiago Gonzalez Garcia, astronaute du centre spatial IOU[7]

#### Les employés du groupe MZ
- Kim Eung-soo : Choi Jae-ryong, président du Groupe MZ[8]
- Baek Eun-hye : Na Min-jung, médecin pédiatre et adolescent à l'hôpital MZ[8]
- Kim Kyung-duk : secrétaire Go, secrétaire de Go-eun[8]
- Im Sung-jae : Jeon Yi-man, professeur d'obstétrique et de gynécologie à l'hôpital MZ[8]

#### Les proches de Gong Ryong
- Jeon Soo-kyeong : Ji Hwa-ja, mère de Gong Ryong[9]
- Choi Jung-won : Jang Mi-hwa[9]
- Jung Young-joo : Jung Na-mi[9]
- Park Jin-joo : la journaliste[10]

## Production

### Développement et attribution des rôles
Le 18 novembre 2021, Lee Min-ho et Gong Hyo-jin sont pressentis pour les rôles principaux d'une nouvelle série dramatique écrite par le scénariste Seo Sook-hyang : ils confirment leur rôle, le 28 mars 2022.
Le 26 janvier 2022, Oh Jung-se s'est vu proposer un rôle.

### Tournage
Le tournage débute en avril 2022 et prend fin le 8 février 2023, selon Lee Min-ho l'ayant annoncé sur Instagram.

### Fiche technique
- Titre original : 별들에게 물어봐
- Titre anglophone : When the Stars Gossip
- Titre français : Demande aux étoiles
- Création : Studio Dragon
- Réalisation : Park Shin-woo (ko)
- Scénario : Seo Sook-hyang (en)
- Casting :
- Musique : Nam Hye-seung (en)
- Sociétés de production : KeyEast (en) et MYM Entertainment
- Sociétés de distribution : tvN
- Pays de production :  Corée du Sud
- Langue originale : coréen
- Format : couleur
- Nombre de saison : 1
- Nombre d'épisodes : 16
- Genre : Romance, science-fiction
- Durée : de 59 à 74
- Date de diffusion : 4 janvier 2025 sur tvN (Corée du Sud) et Netflix (monde)

## Épisodes
La série est constituée de 16 épisodes dépourvus de titres.

## Accueil

### Diffusion
La diffusion de la série Demande aux étoiles est annoncée en janvier 2025 sur tvN, tous les samedis et dimanches,. Finalement, elle est diffusée le 4 janvier à 21 h 20 en Corée du Sud. Elle est également annoncée disponible sur Netflix.